# Mile Mrkšić
Mile Mrkšić (Миле Мркшић) (Vrginmost, actual Croacia, antigua Yugoslavia, 20 de julio de 1947-Lisboa, Portugal, 16 de agosto de 2015) fue un militar serbio del Ejército Popular Yugoslavo. 
Estuvo a cargo de la unidad militar del ejército que atacó, y después ocupó, la ciudad de Vukovar durante la batalla de Vukovar en 1991. Está acusado de ser responsable del asesinato masivo en esa ciudad de más de 200 croatas.
Después de la batalla, fue ascendido de coronel a general en el Ejército Popular Yugoslavo y más tarde Comandante en Jefe del Ejército de la República Serbia de Krajina en mayo de 1995. Después de la derrota de dicho ejército por las fuerzas croatas en agosto de 1995, se retiró de la actividad militar.
Mrkšić fue acusado en 1995, junto con Miroslav Radić, Veselin Šljivančanin y Slavko Dokmanović, por el Tribunal Penal Internacional para la ex Yugoslavia (ICTY). Se entregó voluntariamente al Tribunal el 15 de mayo de 2002, siendo trasladado a dependencias del mismo dicho día. El juicio contra él comenzó en octubre de 2005 y finalizó en 2007, cuando el 27 de septiembre fue hallado culpable de contribuir e incitar a la masacre de Vukovar con el asesinato de civiles y prisioneros, contribuir e incitar a la tortura y al cruel tratamiento que se les dio. Fue sentenciado a 20 años de prisión.